# Anton Pfliegler
Anton Pfliegler (né le 3 avril 1736 à Reisach en Bavière, mort le 25 juin 1805 à Vienne) est un facteur d'orgue autrichien. 
Le 11 mai 1766, Pflieger épouse Ursula Hencke, une fille du facteur d'orgue de Vienne Johann Hencke (1697–1766) et reprend son atelier la même année. Un an plus tard, il prête le serment de citoyenneté à Vienne.  

## Réalisations

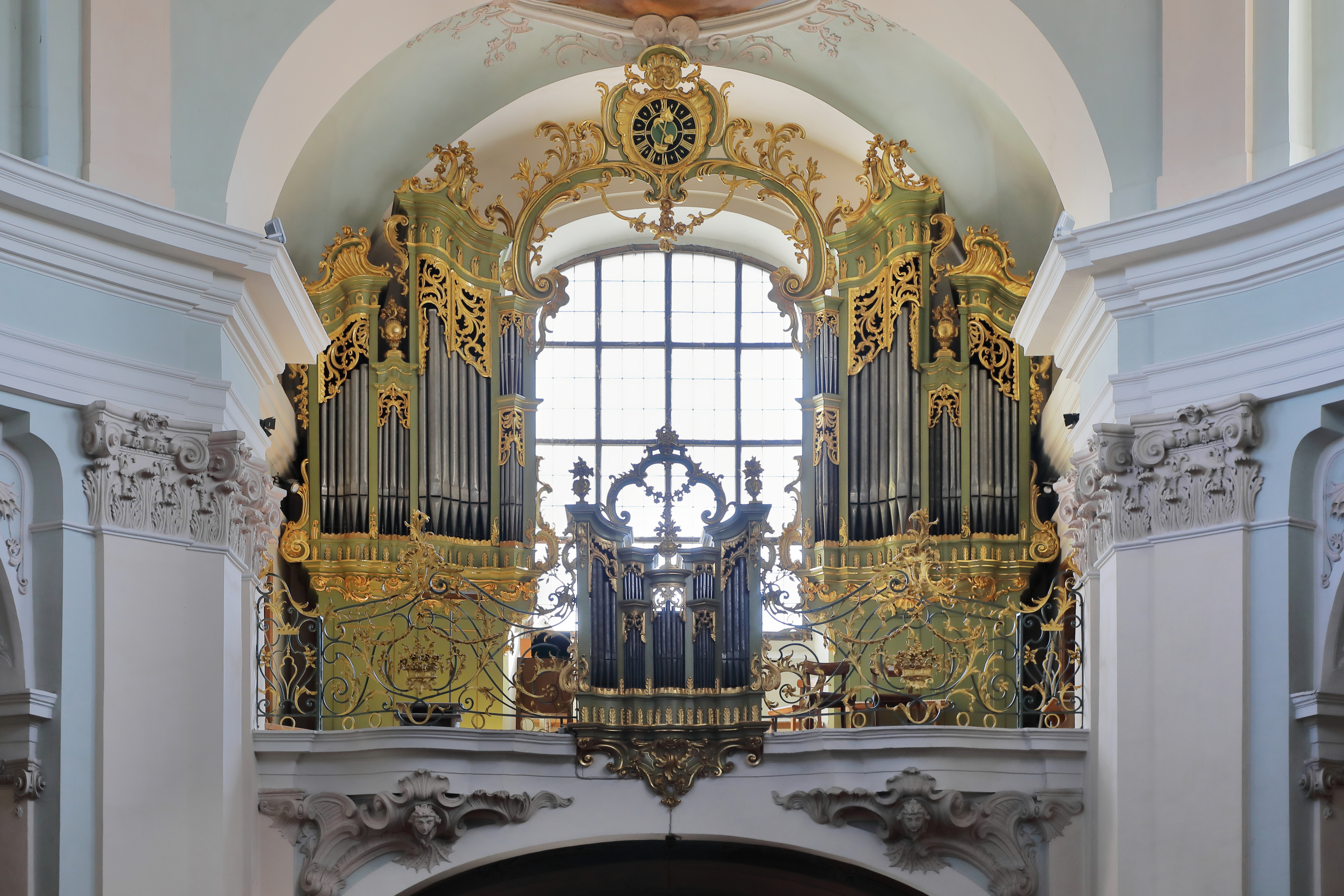
Église de pèlerinage de Hafnerberg

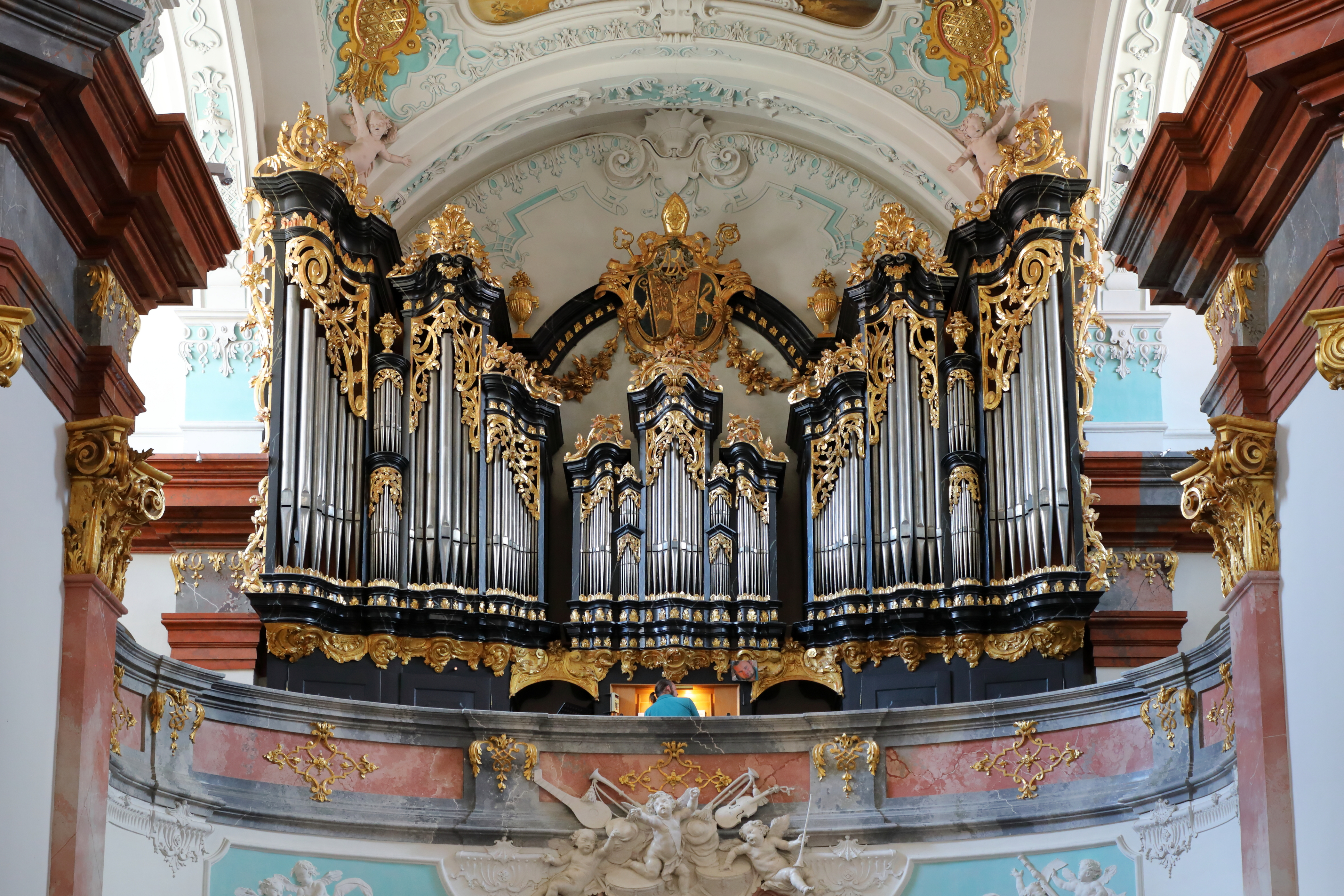
Abbaye d'Altenburg

- 1767 : Wallfahrtskirche Hafnerberg (de), II/17 [1]
- 1775 : Abbaye d'Altenburg, II/26
- 1780 : Basilika Maria Dreieichen (de), II/23
- 1781 : Église paroissiale saint Oswald à Sankt Oswald, bâti conservé
- 1780 : église de l'abbaye de Klosterneuburg, bâti conservé
- 1801 : Kalksburger Pfarrkirche (de), II/18
- 1802 : église paroissiale saint Martin de Weitersfeld, bâti conservé

## Sources
- Oesterreichisches Musiklexikon, 4e volume, 2005,  (ISBN 3-7001-3046-5).
- Bundesdenkmalamt (Hrsg.): Dehio-Handbuch. Die Kunstdenkmäler Österreichs: Niederösterreich. Künstlerverzeichnis.